# Sarema Sadulajewa
Sarema Sadulajewa (russisch Зарема Садулаева) (* 1974; † 11. August 2009 in Tschetschenien) war die Leiterin einer Hilfsorganisation im früheren Kriegsgebiet Tschetschenien (Russland).
Sie wurde am 11. August 2009 in Tschernoretschje, einem Vorort der tschetschenischen Hauptstadt Grosny, gemeinsam mit ihrem Ehemann Alik (Umar) Dschabrailow im Kofferraum ihres Autos erschossen aufgefunden. Am Tag zuvor waren sie von fünf unbekannten Männern aus ihrem Büro in Grosny entführt worden. Die Entführer, die sich als Sicherheitskräfte ausgaben, kehrten noch einmal in das Büro zurück, um Sadulajewas Mobiltelefon und ihr Auto mitzunehmen.
Sadulajewa leitete die regierungsunabhängige Organisation „Rettet die nächste Generation“ (russisch Спасём поколение/Spassjom pokolenije), die seit 2001 Kindern und Jugendlichen im ehemaligen Kriegsgebiet psychologische und medizinische Hilfe anbietet. Dschabrailow war Mitarbeiter der Organisation. Bereits 2005 war deren damaliger Leiter, Murad Muradow, entführt und ermordet worden. Sadulajewa war politisch nicht aktiv. Dschabrailow, den sie erst kürzlich geheiratet hatte, hatte zuvor eine vierjährige Haftstrafe wegen angeblicher Verbindungen zu bewaffneten Separatistengruppen verbüßt.